# Rue Louis-Préaubert
La rue Louis-Préaubert est une voie de Nantes, en France.

## Situation et accès
Située dans le centre-ville de Nantes, la rue Louis-Préaubert est une artère en partie pavée et piétonne sur sa partie Ouest. Elle relie la rue du Chapeau-Rouge à la rue Lekain. Sur son côté sud, elle rencontre rue Jean-de-La-Fontaine.

## Origine du nom
Elle porte le nom de Louis Préaubert (1854-1932), décorateur d'intérieur, tapissier et sculpteur renommé, natif de Couëron et qui résida rue du Calvaire.

## Historique
Ce passage se subdivisait naguère en trois sections qui ont porté un nom différent ; on avait d'abord choisi la dénomination de « passage Raymond » (ou « de Raymond »), du nom d'un architecte qui avait présidé à son établissement, puis plus tard on le désigna sous le nom de « passage des Écoles », pour rappeler l'établissement libre, dit « École des Apprentis de la Société Industrielle ».
Elle porte le nom de « rue Louis-Préaubert », à la suite d'une délibération du conseil municipal du 6 juin 1950.

L'alignement ancien du « passage Préaubert » est indiqué par l'angle de la façade présentant un décrochement au nord-ouest de la rue Jean-de-La-Fontaine. Le nouveau tracé de la rue Préaubert, repoussé vers le nord, est réalisé à la fin des années 1960, dans le cadre d'une refonte de l'îlot entre la rue Lekain, la rue Scribe et la rue du Chapeau-Rouge. Elle est prolongée vers le sud jusqu'à la rue du Chapeau-Rouge, sur une section auparavant incluse dans le « passage des Écoles ». Elle devient voie publique le 24 novembre 1969. Le nouvel aménagement entraîne l'évolution de la qualification de la voie, qui de passage devient rue le 15 décembre 1969.
En 2020, devaient débuter les travaux de construction d'un centre commercial sur le site de l'ancien collège privé Notre-Dame-du-Bon-Conseil bordant le côté nord d'une majeure partie de la rue et qui, fermé depuis des années, sera démoli. 4 000 m2 de commerces et 3 500 m2 de logements doivent être édifiés autour d'une place arborée.